# Advanced Technology Keyboard

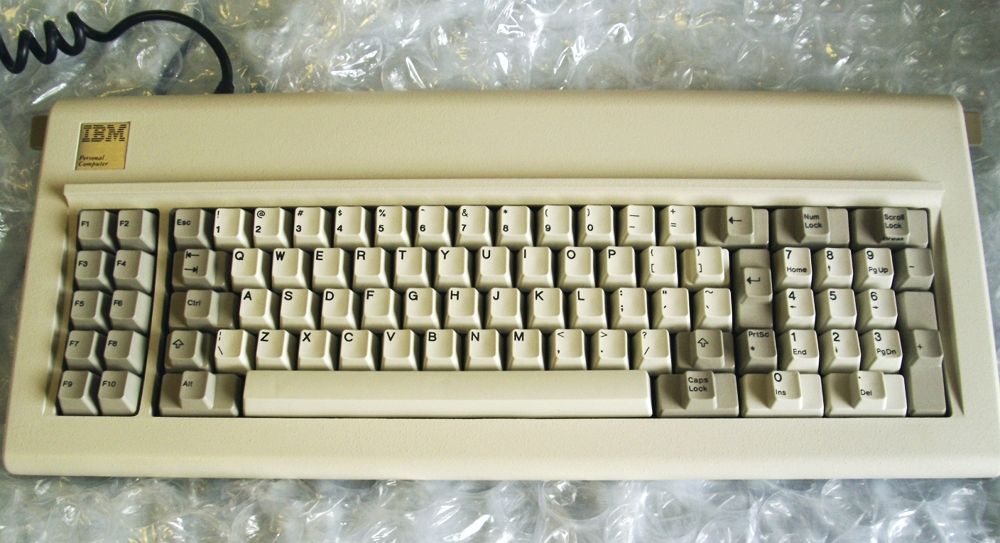
IBM XT-Tastatur mit 83 Tasten. Mit den 10 Funktionstasten links, aus den frühen 1980ern

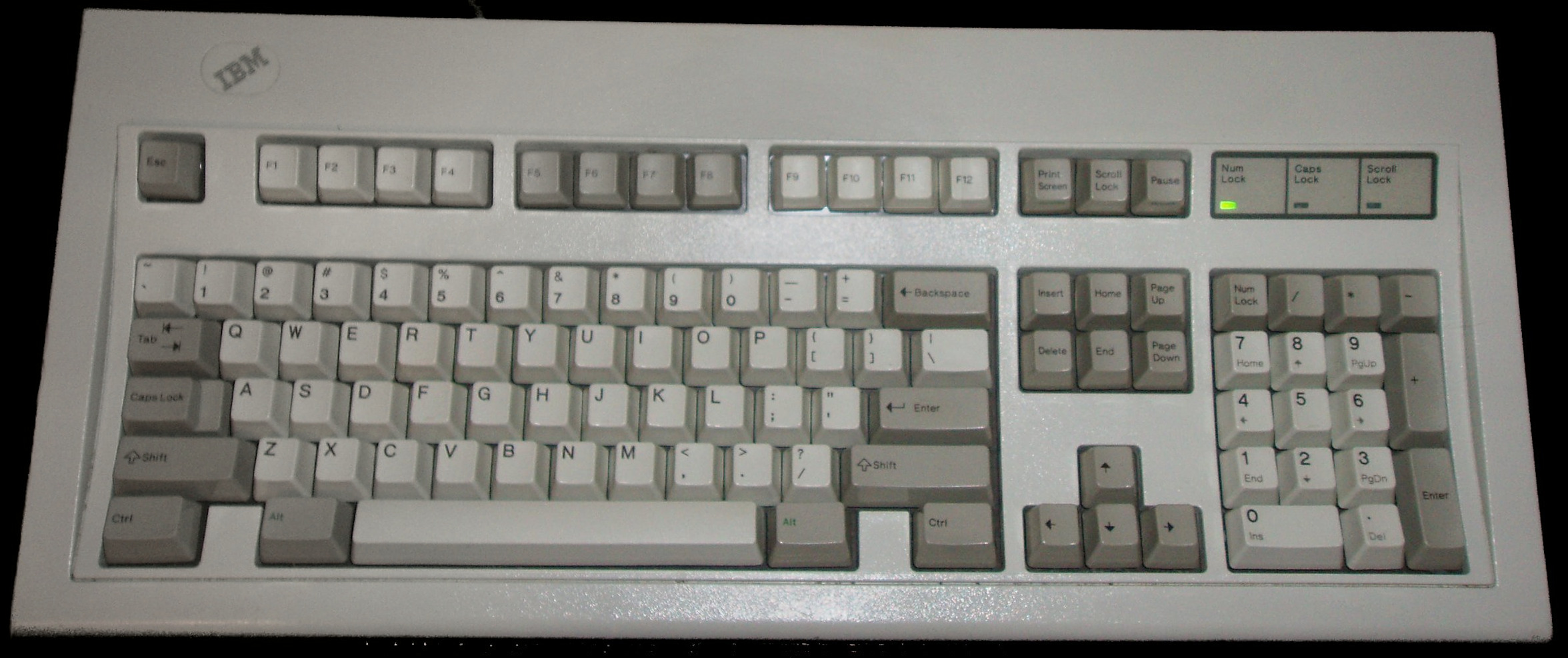
IBM Model M. 1985 führte IBM das Enhanced-101-Tastaturlayout ein, das in geringen Abweichungen (z. B. durch Hinzufügen von Windows-Tasten) bis heute im PC-Bereich populär ist.

Das Advanced Technology Keyboard ist ein Tastaturlayout von IBM.
Als Nachfolgesystem des IBM PC/XT (Extended Technology) erschien 1984 der PC/AT (Advanced Technology), ebenfalls von IBM.  Während die ersten Modelle noch das gleiche Tastaturlayout wie der Vorgänger hatten, kam ab 1985 ein größeres und erweitertes Tastaturlayout heraus (101 statt 83 Tasten, 12 statt 10 Funktionstasten und nun in einer Reihe oberhalb der Zifferntasten), das man kurz AT-Layout nennt.